# Mas Llinars (Agullana)
El Mas Llinars és una obra d'Agullana (Alt Empordà) inclosa a l'Inventari del Patrimoni Arquitectònic de Catalunya.

## Descripció
Gran masia situada a uns quatre quilòmetres del poble, de planta baixa, pis i golfes i coberta adues vessnats. El paredat d'aquesta casa és de pedra, i destaca l'escala lateral per accedir al primer pis. A la planta baixa destaquen les dues voltes de canó a sota de l'escala, per accedir a la planta baixa. El que més sobta d'aquesta construcció, és la teulada amb una inclinació molt marcada, feta per salvar el desnivell del terreny.